# 邁亞密國際機場
邁阿密國際機場 （英語：Miami International Airport），也稱和歷史上稱·馬克威爾科克，位於美國佛羅里達州邁阿密市中心西北13公里的國際機場，在整個南佛羅里達大都市區中，是一座重要的國際機場。
客運航空公司：美國航空、美鷹航空屬下的執行航空；貨運航空公司：联合包裹服务航空、聯邦快遞航空；以及包機航空公司邁阿密國際航空都以此機場為機場樞紐。智利國家航空、屬下分航空公司和貨運都作以此機場作為重點城市。邁阿密國際機場是美國連接美洲、歐洲（甚其是加那利群島）的客運樞紐，也是美國連接亞洲的貨運樞紐。
由於機場鄰近的旅遊景點、地區經濟發展、大量本地的拉丁美洲和歐洲人、以及優越的地理位置去處理轉機航班往來北美洲、拉丁美洲和歐洲，使邁阿密國際機場是美國連接拉丁美洲的最大樞紐，以及全美國中最大的航空交通樞紐之一。在過去，布蘭尼夫國際航空、東方航空、佛羅里達航空、原始的國家航空、原始的泛美航空、聯合航空和西班牙國家航空曾經是作以此機場作為機場樞紐。有兩間新的航空公司計畫把機場樞紐定為邁阿密國際機場，其中一間的航空公司的名稱將會是東方航空（Eastern Airlines）。
在2010年，邁阿密國際機場為全美國佔最多國際航班的機場，第二名為紐約約翰·菲茨傑拉德·甘迺迪國際機場。在2009年，機場接待了33,886,025名乘客，在全球排第25名，比上年下降0.5%。機場被評定為全美機場每年客運吞吐量第12名和佛羅里達州最大的機場，以少少的距離超越奧蘭多國際機場。機場比其他美國國際機場處理更多國際貨運航班。
在2009年，機場的運作預算為6億美元

## 歷史
邁亞密國際機場在1928年啟用，當時稱泛美機場（英語：Pan American Field），由泛美航空營運，在機場北面有一座現代化的機場物業。當泛美航空收購紐約、里約和布宜諾斯艾利斯線後，它把大部分業務轉移到甸拿基（Dinner Key）水上飛機基地，機場大部分時間處於沒有航班的狀態。直至1934年，東方航空設立航線飛往邁亞密，包括1937年的國家航空。
1945年，邁亞密市成立港口管理局，然後購買機場，並把機場改名為36街機場（英語：36th Street Airport）。在1949年，機場與鄰近的空軍基地合併，並在1951年完成。當現代化的客運大樓經過啟用和擴展後，在36街的舊客運大樓在1959年關閉。
70年代尾至80年代頭，佛羅里達航空在此建立樞紐機場，當時有直飛倫敦的航班，由泛美航空併購國家航空後成立。佛羅里達航空在1982年的佛羅里達航空90號班機空難後停運。
1975年，在弗蘭克·博爾曼成為東方航空的首席執行官後，他把總部由紐約市洛克菲勒中心遷移至邁阿密。東方航空成為全邁阿密最多雇員的公司之一，直至因為工會持續動盪的原因，東方航空終於在1989年破產。
在東方航空沒落期間，美國航空總裁羅伯特克蘭德爾尋求一個新的樞紐機場，令新飛機交抵航空公司時就可立刻使用。美航的研究指達美航空想在亞特蘭大與東方航空競爭，但美航發現邁亞密機場只有數條東方航空航線，所以美航便宣布在1988年8月在邁亞密機場建立一個新的樞紐中心。1989年早期，洛倫索認為把東方航空飛往拉丁美洲航線賣給美航是一個有利可圖的生意，以避免破產的危機，及使盡最後努力重建樞紐中心。其辛勞很快得到回報，美航購得了航線（包括來往邁阿密和倫敦的航線，當時由東方航空的姐妹公司美國大陸航空經營），交易在1990年完成清算。隨後，美航從停用的航空樞紐轉移更多職員和設備到納什維爾和羅利-德罕機場。現在邁阿密是美航最大的貨運樞紐，以及南北走向國際航線的重要轉機點。
另一個重要的航空樞紐：泛美航空，在1991年申請破產不久之後就被達美航空收購。當年12月，餘下由邁阿密至歐洲和拉丁美洲的國際航線都以1.35億美元賣給聯合航空，作為泛美航空最後的清算。聯合航空在90年代建立機場樞紐，設立往拉丁美洲和南美洲的航線。2004年5月，聯合航空把航線轉移至芝加哥奧黑爾國際機場
由於九一一事件，美國對外國旅客過境的程序和護照檢查更加嚴謹，減輕了邁亞密國際機場在州際中轉樞紐站的地位。雖然如此，機場仍是飛往歐洲和拉丁美洲一個重要的樞紐。在2004年，西班牙國家航空不再以此機場為樞紐，並選擇把飛機由西班牙，不經美國直達中美洲，但法國航空依舊提供從法國經此機場到達太子港的航班。現時有更多歐洲航空公司開始提供航班飛往邁亞密國際機場，比其他美國機場為多，但仍比甘迺迪國際機場少。
蘇爾航空、美國航空、美鷹航空、灣流國際航空、天空之皇、TACA航空及願景航空都提供飛往古巴的航班，是少數有航班飛往古巴的美國機場。可是乘客必需先取得外國資產控制辦公室的特別授權才可訂機票，也只容許政府官員、記者、研究員、參加會議的專業人士或回古巴探親的僑民購票。

## 設施和飛機
邁亞密國際機場佔地3300英畝（133.5公頃），包含四條表面為柏油的跑道：
- 8L/26R 跑道: 8,600 x 150 英呎 （2,621 x 46 米）
- 8R/26L 跑道: 10,506 x 200 英呎 （3,202 x 61 米）
- 9/27 跑道: 13,000 x 150 英呎 （3,962 x 46 米）
- 12/30 跑道: 9,354 x 150 英呎 （2,851 x 46 米）

在2009年4月30日前的十二個月內，共處理了358,705班航班，平均每日處理982班航班，當中有82%是定期商業航班、12% 是空中的士、5% 是一般航空 、少於1%為軍事。機場內共有28架飛機駐守，當中有46%是多引擎飛機，54%是噴氣式飛機。
機場的防火部門是由邁阿密-戴德消防救援部門12站負責

## 客運大樓

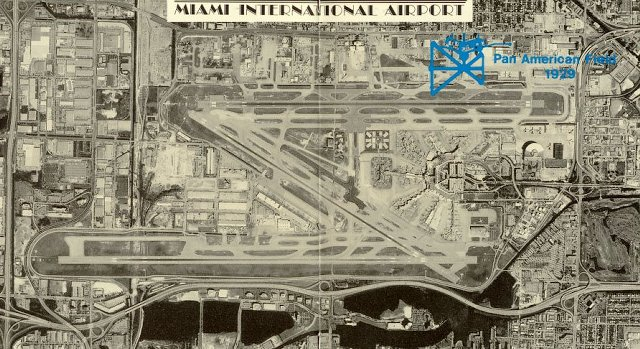
邁亞密國際機場（圖中藍色地方為36街機場）

主客運大樓的歷史可追溯至1959年。客運大樓的建築物呈半圓的形狀。有一條線形大堂（大堂D）和五個碼頭形狀的大堂，由反時針的大堂分別為大堂E、F、G、H和J（大堂A現在是大堂D的一部分；大堂C和D都被折卸，然後再重建成為大堂D的一部分；大堂I是不會使用，比免與數字「1」做成混亂）。由客運大樓開幕至70年代中期，大堂是以數字來識別，順時針由大堂1至6。
大樓第一層是有行李輸送帶和地面交通工具交匯處，第二層是售票、辦理登機手續、購物中心、食肆和離境大堂。現在機場有兩個出入境及海關設施，位於大堂E的第一層和大堂J的第三層。大堂E所有閘口、大堂D部分閘口（在2011年尾，所有大堂D的閘口都會經過聯邦檢查站）和大堂F都會經過在大堂E的聯邦檢查站。大堂J所有閘口、大堂H部分閘口都會經過在大堂J的聯邦檢查站。可是，大堂G所有閘口、部分的大堂D（暫時閘口）、F和H的閘口都不會經過聯邦檢查站，所以閘口只可作國內專用停機坪。邁亞密國際機場的設施是全美國中較獨特，都是「常用」的（common-use），意思是所有設施是設計於機場，並沒有一間航空公司擁有或租用客運大堂任何部分和閘口，所以，機場對於客運大樓使用、閘口分配和使用設施都較靈活。設施是在90年代開始。
機場的停車場共有三個：一座兩層短期車位的停車場在大堂E前，兩座七層停車場（北和南）在大堂D南面和大堂H、J的北面，第三層可與客運大堂連接。在90年代尾，海豚停車場擴展，令新大堂A有更好的服務，預期紅鶴停車場也會模仿擴展，令新大堂J有更好的服務。整個客運大樓分成三部分，分別是北客運大樓、中客運大樓和南客運大樓。

### 北客運大樓

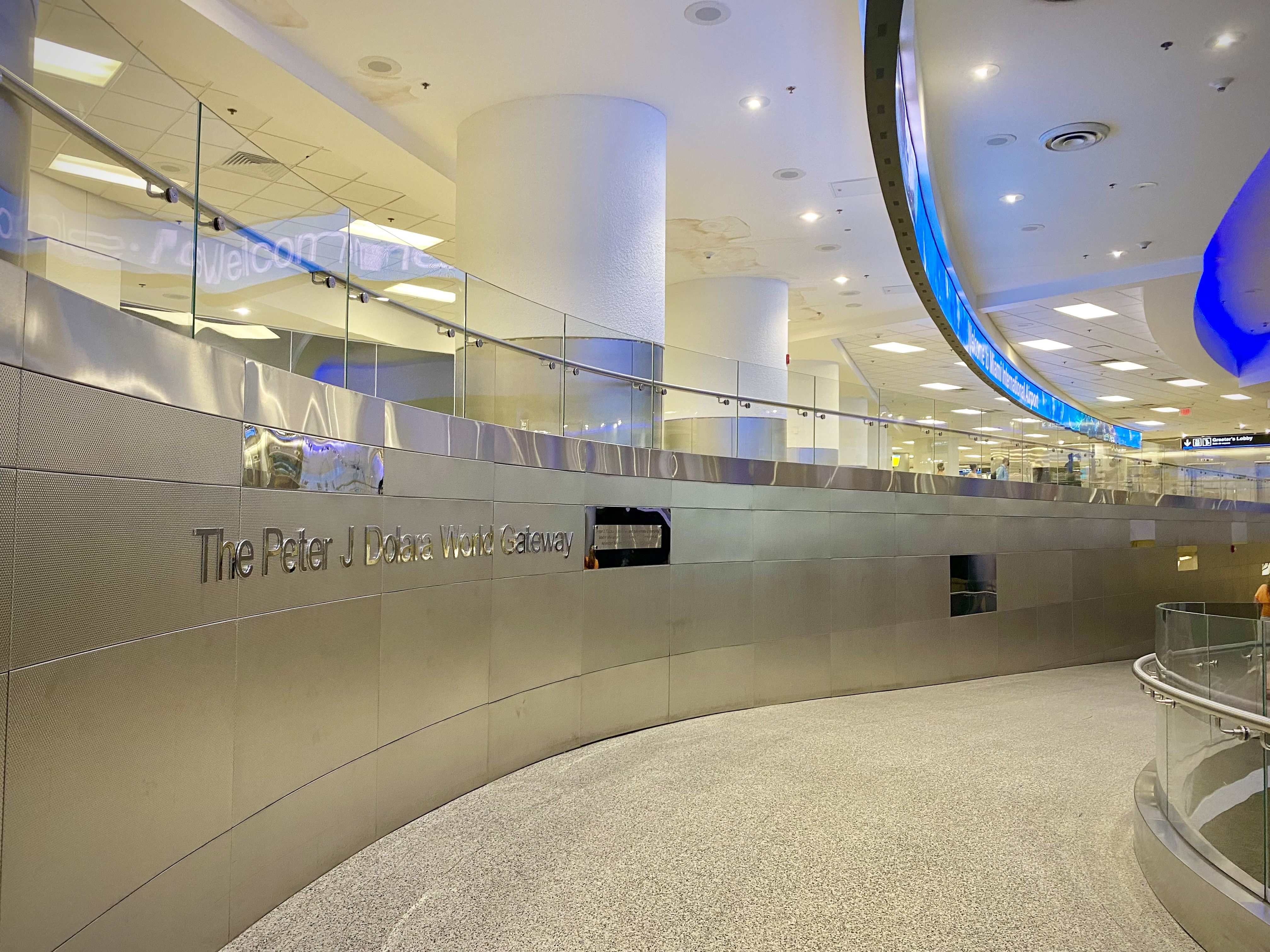
北客运大楼国际到达的Peter J. Dolara World Gateway

北客運大樓包含一個大堂，大堂D，這個大堂共有45個閘口。
北客運大樓的以前其實是大堂A、B、C和D，每個都是碼頭形狀的大堂，大堂都逐步合併，成為一條線形大堂，成為現在的大堂D。工程是由擴展大堂A和D開始，大堂B在2005年拆卸，大堂C在2009年拆卸。在2010年尾，北客運大樓有一座新的旅客捷運系統，自動行李處理系統和支線客機設施，重開的地方源自大堂A。雖然工程的預計完成年份原本為2005年，但是都曾經延遲工程數次，由於超支的原因。隨著部分客運大樓相繼開放，工程已經完成和可以使用，最終完成日期為2011年的第三季。
一旦工程完成，北客運大樓將會是美國航空和寰宇一家成員的客運大樓。現時，美國航空主要使用大堂D和E，航空聯盟的成員主要使用大堂F或大堂J。

#### 大堂D

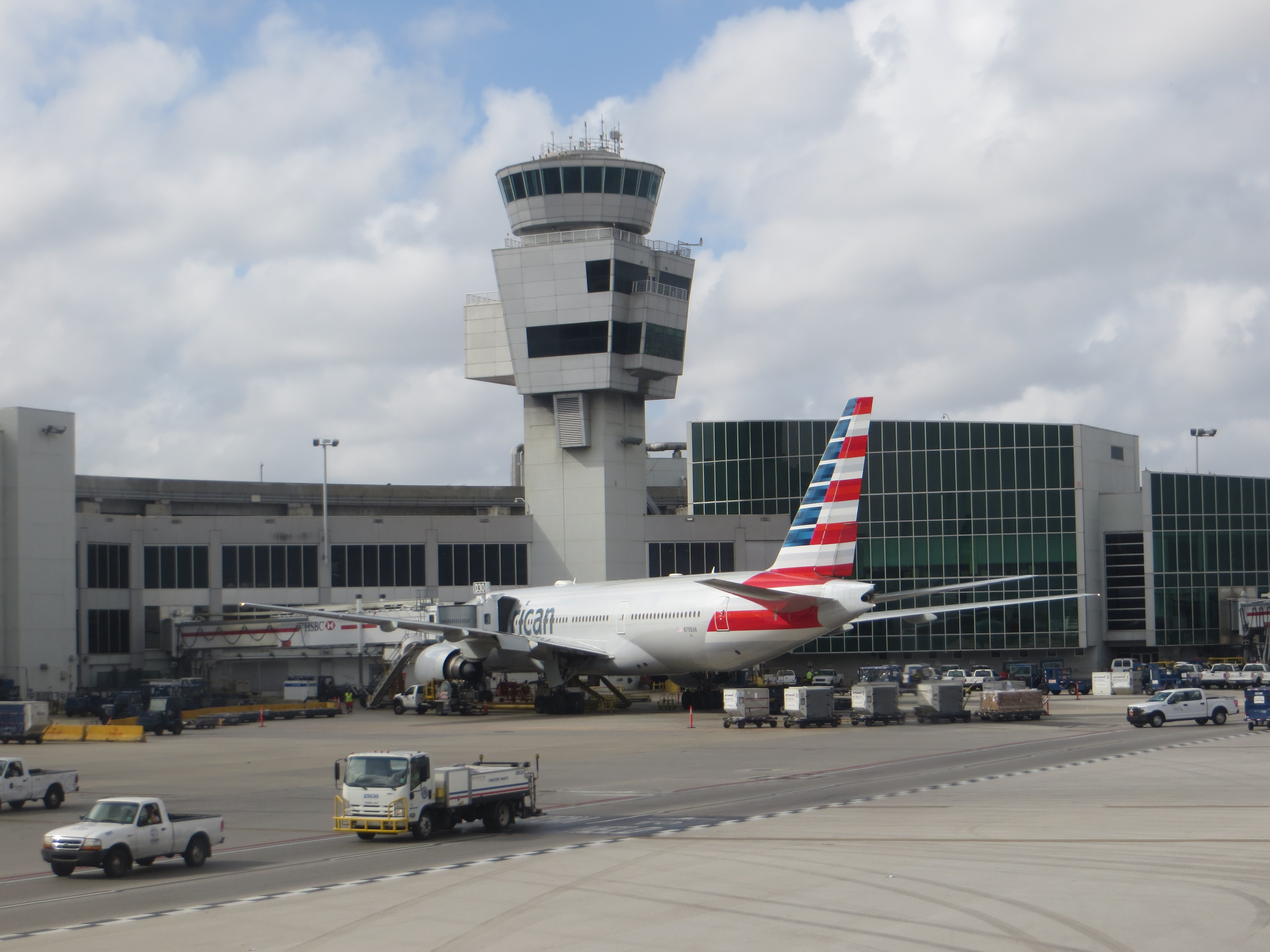
美國航空客機在大堂D

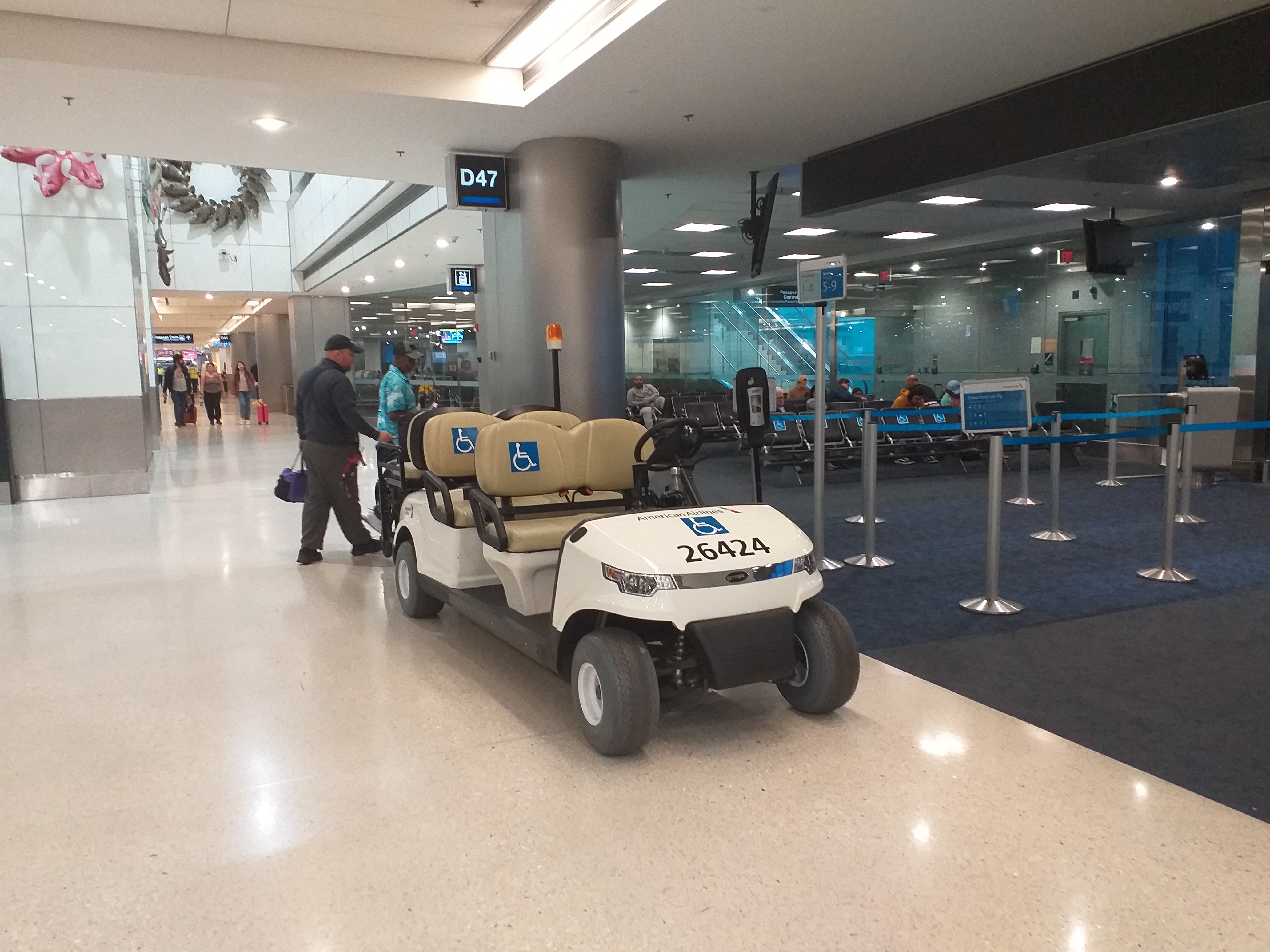
大堂D登机口

大堂D共有一個巴士站和45個閘口：D1-D12、 D14-D17、 D19-D25、 D29-D33 D37-D40、 D42-D51、 D53、 D55、 D60 。
大堂D是在1959年啟用，當時稱大堂5。在60年代，當收到修改模仿大堂C的形狀時，大堂在80年代完全重建和連接大堂E的出入境及海關大堂，使大堂D可處理國際航班。前大堂B和C，是處理東方航空的航班。另外，大堂D尾端是處理布蘭尼夫國際航空的航班，前往拉丁美洲，直至1982年結業。取而代之為處理美國大陸航空的航班。當東方航空和美國大陸航空都是由德州航空公司擁有時，美國大陸航空都會使用西面的大堂的閘口。
現在大堂進行數十億美元的擴張計畫。00年代中期，大堂東面的閘口關閉，為了建造新的房間。在2004年，西面的工程開始，包含D39至D51閘口。在2009年夏季，當B大堂拆卸後，D21至D25閘口啟用。在2010年尾，大堂A重開，並合併成為大堂D。同一時間，旅客捷運系統「Skytrain」（詳情看下面）啟用。在2011年，大堂會成為美國航空和寰宇一家成員的客運大樓。那時大堂佔地3,600,000平方呎（334,000平方米），線形大堂長1.2英里（1.9公里），可每年處理3000萬人，以及有自動行李處理系統和支線客機設施。
美國航空現在大堂處理國內和國際航班，大堂內有兩個貴賓室上将俱樂部（Admirals Clubs），一個在D30閘口、一個在D15閘口。美國航空屬下的美鷹航空使用D53、 D55和D60閘口。在大堂第一層有美國內陸航班的行李領取處。而辦理登機手續是服務往美國、歐洲和拉丁美洲的航班，也提供自助辦理登機手續。

#### 旅客捷運系統：Skytrain

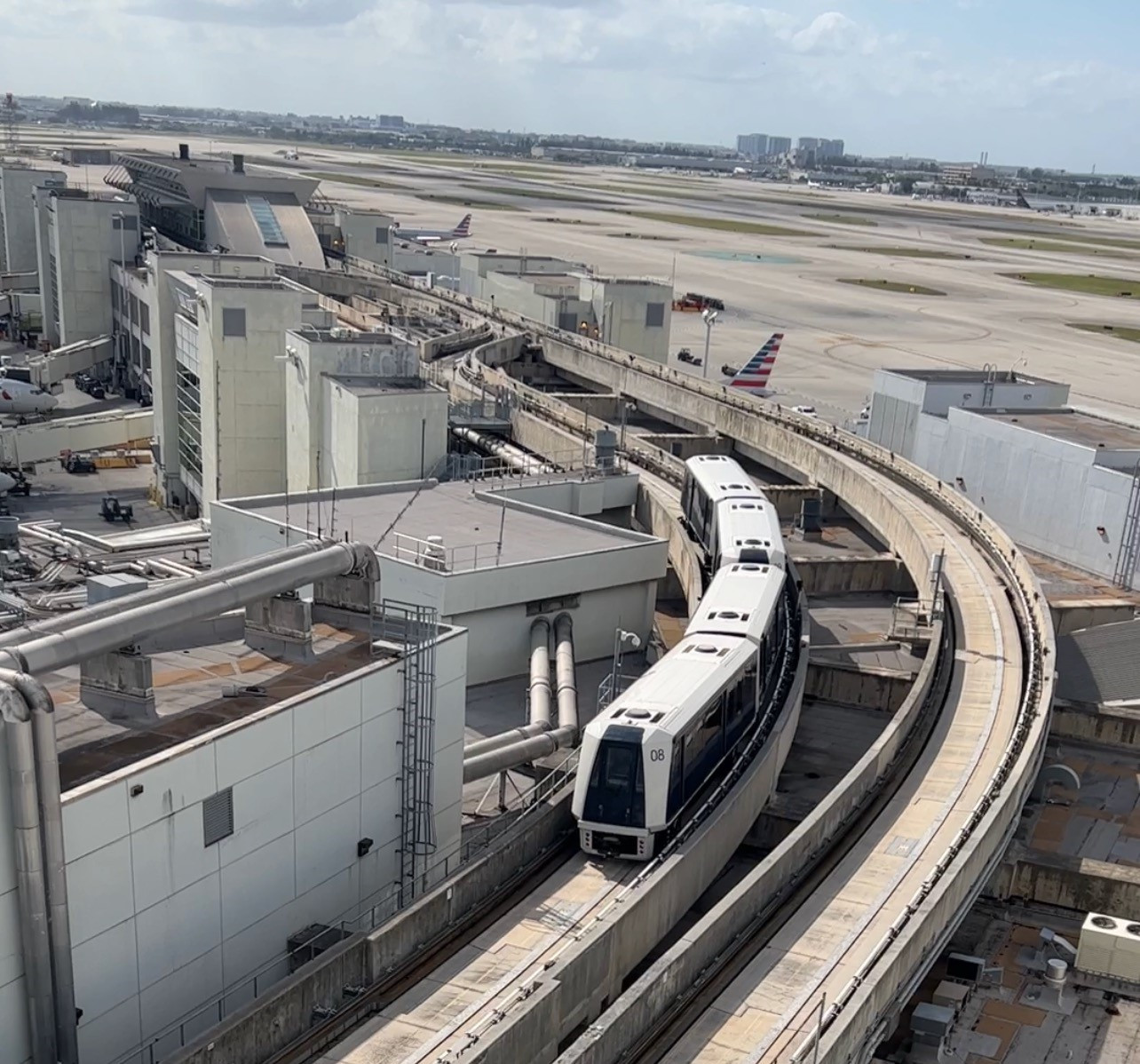
联络候机大堂的的Skytrain

Skytrain是北客運大樓的旅客捷運系統。在2010年9月15日，系統是運載乘客至在大堂D的四個車站：
- 第一站 （在D17閘口）：去前往D1至D19閘口及在D15閘口的上将俱乐部。
- 第二站 （在D24閘口）：去前往D20至D25閘口、美國內陸航班的行李領取處和離開客運大樓的通道。
- 第三站 （在D29閘口）：去前往D26至D39閘口、E1-E35閘口、國際航班的護照控制及在D30閘口的上将俱乐部。
- 第四站 （在D46閘口）：去前往D40至D60閘口、美鷹航空支線客機設施。

### 中客運大樓

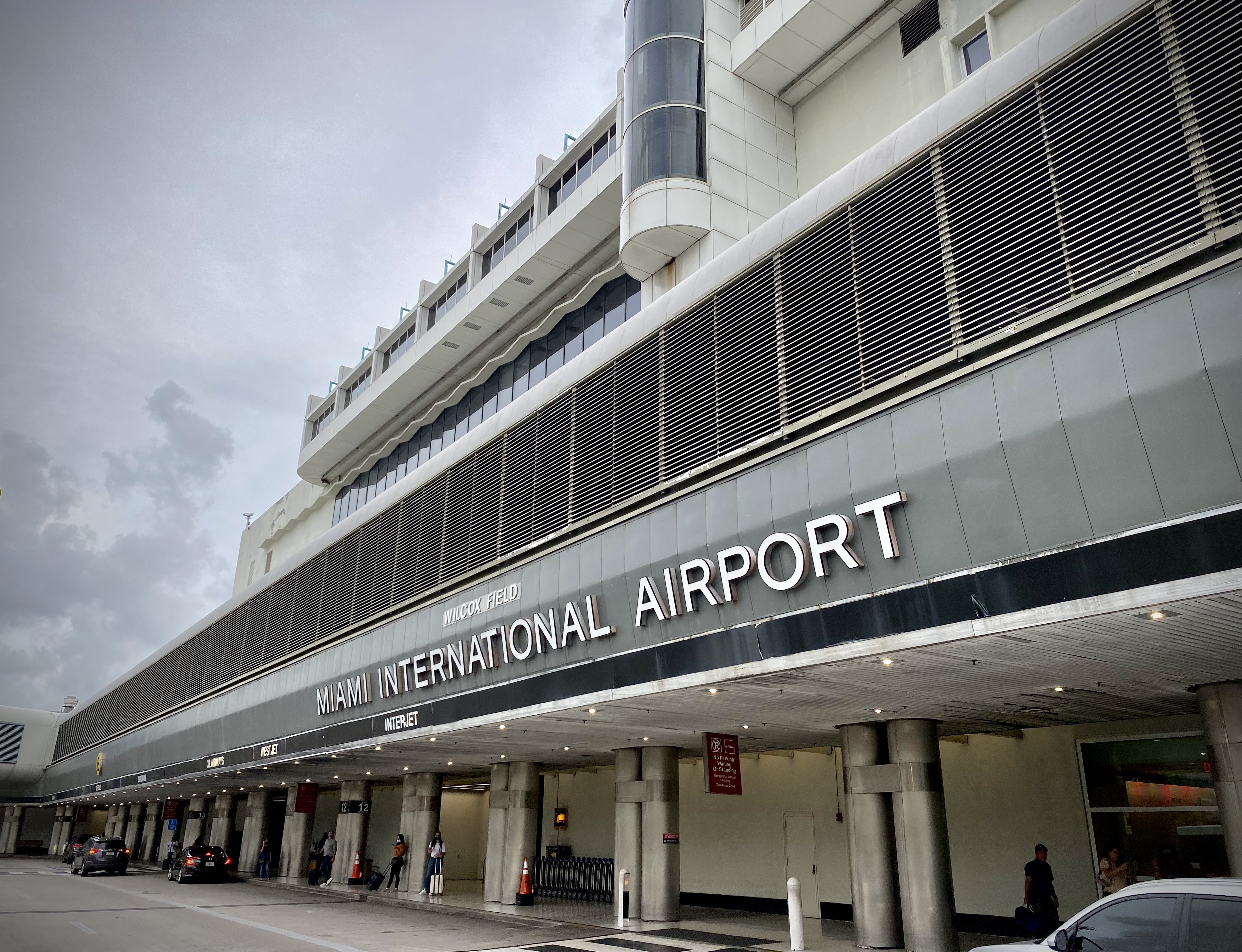
中客運大樓E大堂陆侧

中客運大樓有三個大堂，包括大堂E、F和G，共有47個閘口。
中客運大樓期望會重建，當新的北客運大樓完工，以及在2011年前季，尋求投標公司。當北客運大樓完工，中客運大樓會處理本州的航空公司，不會給首三間最大型的航空公司聯盟以及低成本航空公司。

#### 大堂E

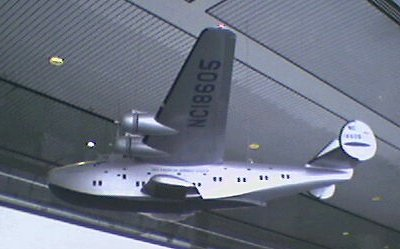
一架泛美的水上飛機模型在大堂E

大堂E共有18個閘口: E2、 E4-E11、 E20-E25、 E30、 E33
大堂E的歷史可追溯至1959年，原本的名稱為大堂4。開始時，大堂只是負責國際航班，包括了出入境及海關設施。在60年代，大堂經歷了數次是輕微的維修，為求達到與其他大堂一樣，但沒有大的維修。直至1976年，國際衛星客運大樓開幕，位於原本大堂的西面，增加了E20至E35的閘口（俗稱"High E"）。那大樓增加了12個國際航班閘口，方便讓大型飛機停泊，以及讓國際航班的乘客能夠在此經國際旅途休息室，再轉乘另一班國際航班。大堂和衛星大堂都是由巴士連接，直至70年代尾，機場第一條旅客捷運系統（Adtranz C-100）開幕。同一時間，大堂出入境及海關設施要維修和擴展。在80年代，為了配合衛星客運樓，重建了部分大堂E。
重此以後，兩個部分還有少少的改變。在90年代，E3閘口為了建立一條通道連接大堂D而關閉。在00年代，大堂E和衛星的安全檢查站擴展和合併在一起，令乘客前往衛星時不用檢查兩次。同一時間，為了建立第二條滑行道在衛星和大堂E中間而關閉E32、 E34和E35閘口。大堂E也有中客運大樓的出入境及海關設施。
邁亞密國際機場和許多邁阿密-戴德航空部門的辦公室均位於大堂E。第一層是海關迎賓大堂、汽車租賃公司櫃台、國際轉機乘客的行李檢查、公共巴士總站以及國內航班行李傳送帶。第二層是北美洲數間航空公司的辦理登機手續櫃台。大堂E和部分大堂F是曾經是泛美航空的基地和其他國際航空公司的停機坪。

#### 大堂F
大堂F共有一個巴士站和15個閘口: F3-F10、 F14-F19、 F23
大堂F的歷史可追溯至1959年，原本的名稱為大堂3。像大堂D和大堂E一樣，大堂經歷了數次是輕微的維修，為求達到與其他大堂一樣。在80年代，大堂曾經重建。那些離客運大樓中心太遠的閘口是被拆卸，並重建閘口，給予一些大型客機，閘口編號為E10至E23，那些閘口都是用作國際航班，出發的貴賓室在閘口F3、 F5、 F7和F9也重建，也成為國際航班閘口。現時，大堂還留下八十年代的風味和成為中客運大樓的一部分。
大堂南面是處理東北航空的航班，直至1972年與達美航空合併。同樣，大堂北面是處理國家航空的航班，但在1980年與泛美航空合併，然後一直沒有改變，直至1991年倒閉。當聯合航空收購泛美航空的拉丁美洲航線後，聯合航空就以此為重點城市，在大堂F處理航班，直至2004年5月，將航線轉移至芝加哥。由1993年至2004年，西班牙國家航空設為重點城市，而在此大堂處理航班，連接中美洲和歐洲，以此為兩點的中轉站，現在航空公司仍然在處理航班。
大堂的第一層部分是國內航班行李提取處和郵輪公司櫃台。第二層是歐洲航空公司的辦理登機手續櫃台。

#### 大堂G

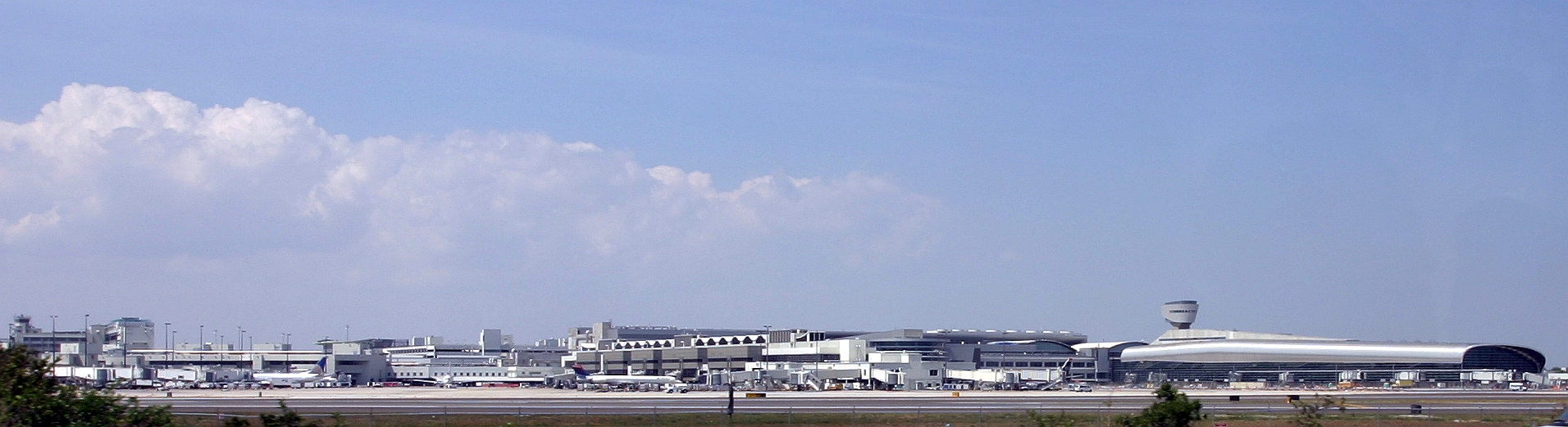
由全景看到大堂G和H，以及南面的大堂J

大堂G共有一個巴士站和15個閘口: G2-G12、 G14-G16、 G19
大堂G的歷史可追溯至1959年的原客運大樓，大堂的大部分地方都保留至原來的狀態，並沒有任何大修。只有這個大堂是不處理國際航班，只是處理國際包機航班，所有往古巴的航班是在下午二時後由大堂G出發，為了減輕大堂F的安全檢查站的負擔，當往歐洲的航班準確起飛。

### 南客運大樓

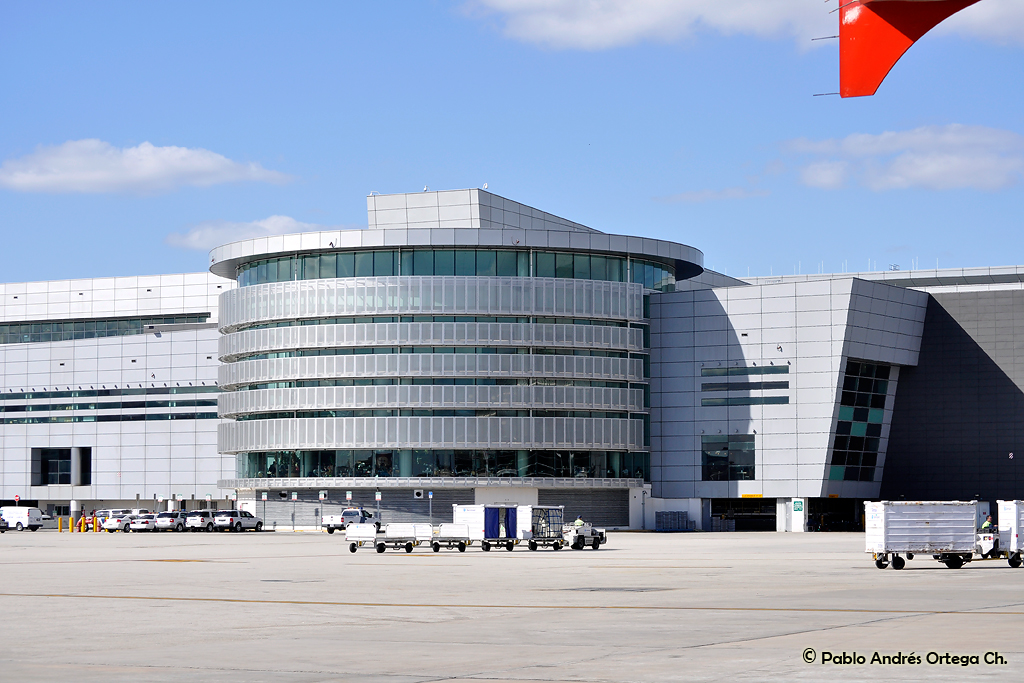
南客運大樓空侧

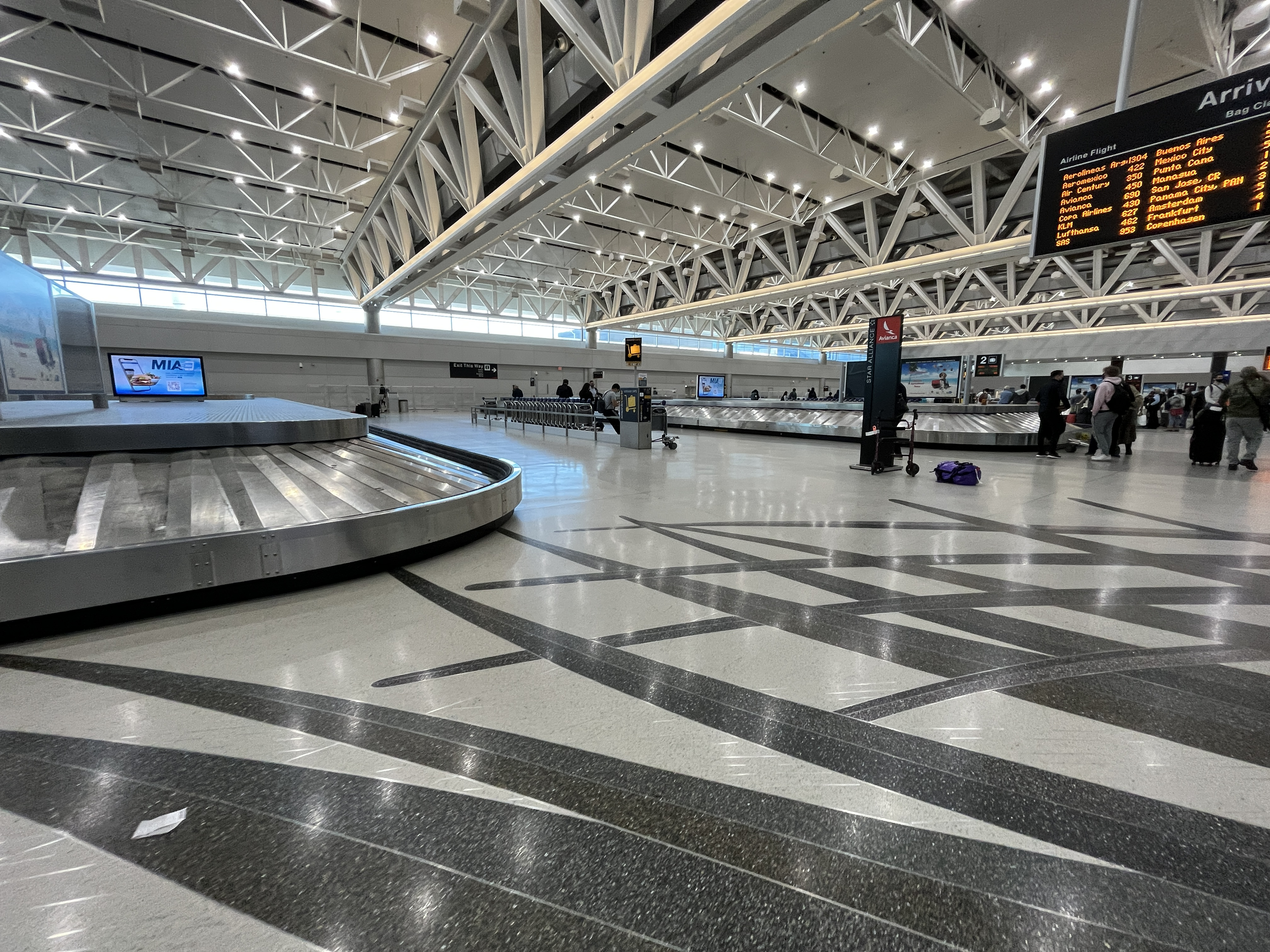
国际航班行李提取处

南客運大樓包含兩個大堂，大堂H和J，共有26個閘口。
南客運大樓和大堂J在2007年8月29日開幕。新建築物為七層高的建築物和有15個國際航班閘口，所有樓面面積佔地130萬平方呎（12萬平方米），包括兩間航空公司的貴賓室和數個辦公室。大堂H是處理達美航空和天合聯盟成員的航班，大堂J是處理聯合航空和星空聯盟成員的航班。

#### 大堂H
大堂H共有一個巴士站和11個閘口：H3-H12、 H15
大堂H是在20街客運大樓的第一次擴展而建成的，在1961年落成，原稱大堂1，處理達美航空的航班，維持至現今。大堂有三層，雖一的目的是為了更快到達大堂尾端。在70年代尾，一個通勤衛星客運大樓在大堂東面落成。稱為"H2閘口"，有七個停機坪（由H2a至H2g），用來處理較小型的通勤飛機。在90年化中，大堂曾經大幅翻新為了配合當時新的大堂A。第三層設有自動行人道，H1巴士站和閘口H3至H11都被完全重建，而H2的停機坪增加了空橋。由於財政困難，H12至H20的閘口未有重建。
由於在00年代需要擴展大堂J，通勤衛星客運大樓"H2閘口"於2007年拆卸。在2007年，除著南客運大樓的出入境和海關設施啟用，大堂H的第三屬關閉，成為"循環消毒"地區，給予國際抵達乘客。閘口H4、 H6、 H8和H10是處理國際航班，現在是由巴拿馬航空、法國航空和意大利航空使用。同時，閘口H16、 H17、 H18和H20關閉，為了建造一條平行的滑行道給新的大堂J。
有一個計畫去把閘口H11和H15轉為可以處理國際航班的閘口，但是大堂還未需要使用。相反，機場正在集中處理北客運大樓工程。
大堂H是曾經是皮德蒙特航空的重要城市，以及處理全美航空快運通勤航班。現在大堂H是處理達美航空的航班，只有其中一個閘口沒有處理達美航空的航班。

#### 大堂J

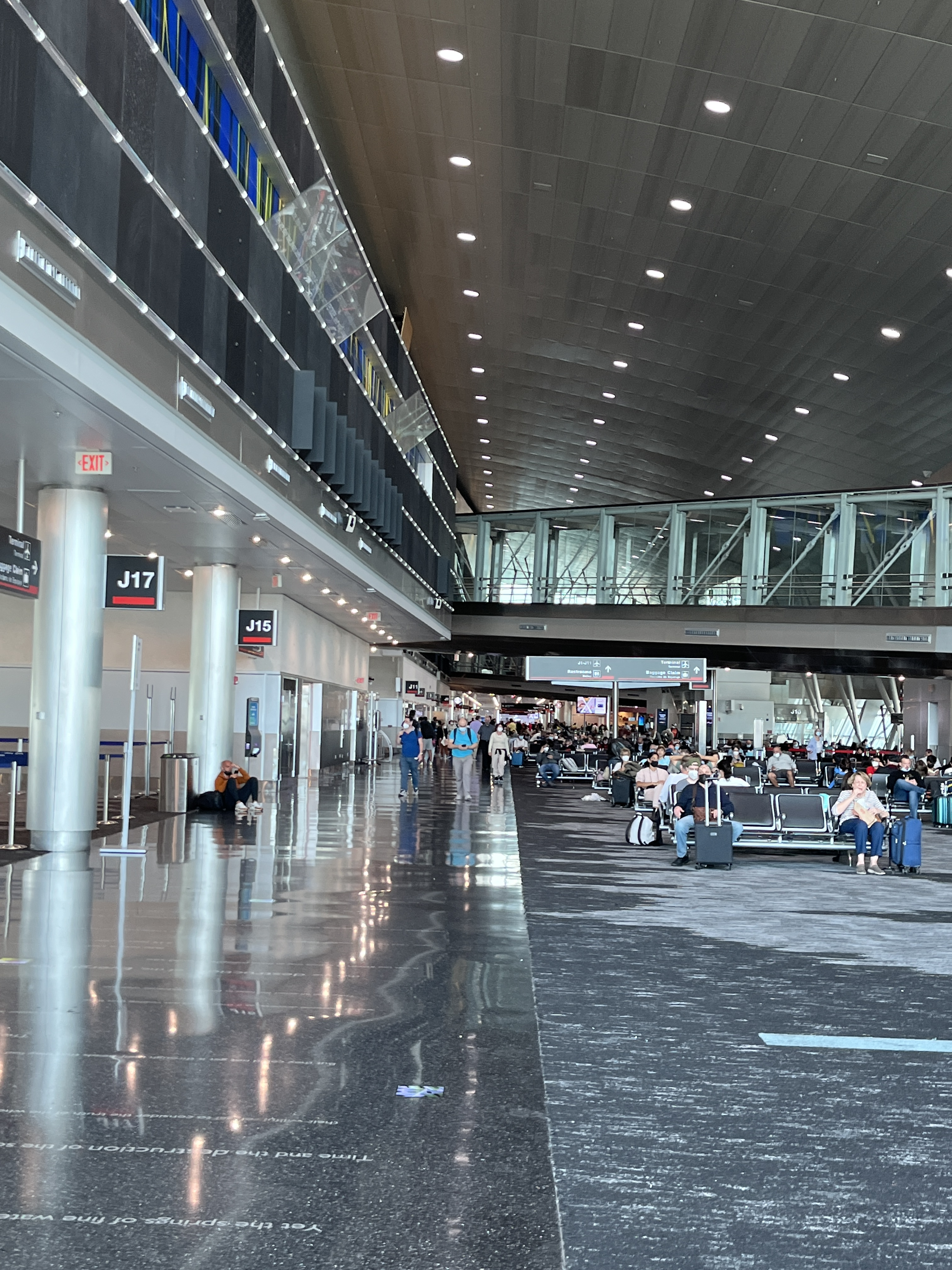
内部

大堂J共有一個巴士站和15個閘口：J2-J5、 J7-J12、 J14-J18
大堂J是最新的大堂，在2007年8月29日投入服務，是其中一個南客運大樓的計畫。大堂由卡洛斯薩帕塔和M.G.E.設計，M.G.E.是全州最大的拉美國有建築公司，大堂有15閘口處理國際航班以及可以處理空中巴士A380，大堂增加了第三個國際抵達大堂，幫補大堂B（現已關閉）和大堂E的負荷，當兩個大堂都很多人的時候。
在最初發展計算，南客運大樓（大堂H和J）都計畫去處理聯合航空和星空聯盟成員的航班。大堂H是星空聯盟成員的航班，大堂J是聯合航空的拉丁美洲樞紐。當聯合航空在2004年取消了在此的機場樞紐後，大堂H便處理達美航空和天合聯盟成員的航班，大堂J則是處理聯合航空和星空聯盟成員的航班。當北客運大樓的工程完成，便會處理寰宇一家成員的航班，三個聯盟便在各自的大堂處理自己成員的航班。

### 前大堂

#### 大堂A
在大堂關閉前，大堂A有一個巴士站和16個閘口：A3、 A5、 A7、 A10、 A12、 A14、 A16-A26
大堂A是較近期建成的大堂，大堂A分成兩期在1995年至1998年相繼落成。現在大堂A是北客運大樓的一部分。在1995年至2007年期間，大堂內處理了很多美國的航空公司，包括國際和國內航班，以及歐洲和拉丁美洲航空公司。
在2007年11月9日，大堂A關閉，為了北客運大樓的工程、加快工程進度和建造旅客捷運系統（Skytrain）。大堂A在2010年7月20日重開，但已經成為大堂D的一部分了。

#### 大堂B

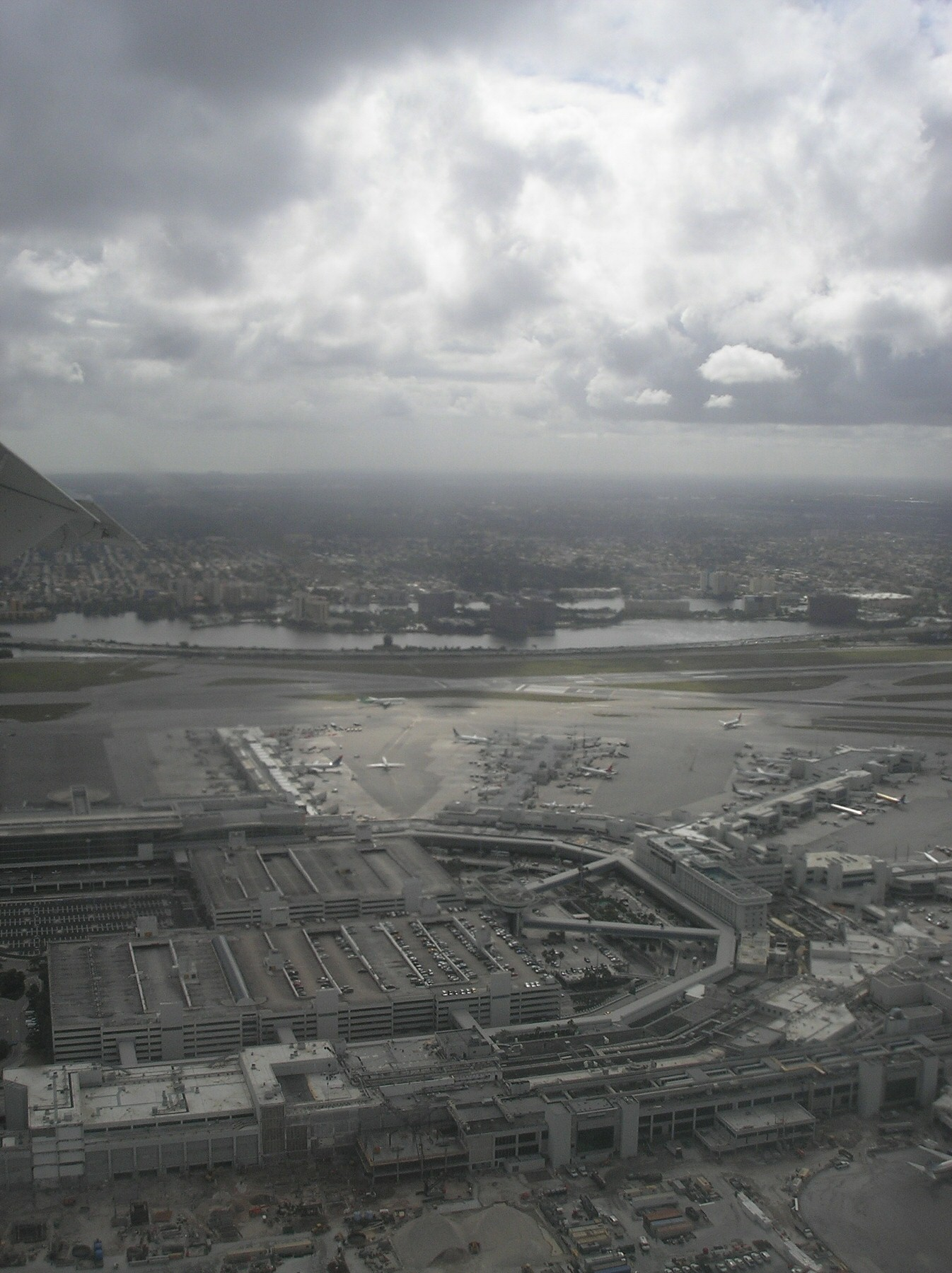
機場的航空照片

在大堂B最高峰使用時，大堂B有一個巴士站和12個閘口：B1、 B2-B12、 B15
大堂B是在70年代建造，作為處理東方航空公司的航班，建造的原因也是東方航空公司的一個計畫"Program 70's"。在1983年啟用，在80年代，大堂曾經重建和擴展，新的出入境和海關設施在大堂B內設立，令大堂可以處理國際航班。大堂C和大部分大堂D是曾經是東方航空公司的樞紐基地。
當東方航空公司在1991年倒閉，大堂是用來處理歐洲和拉丁美洲的航空公司。在00年代，美國航空自誇大堂B是它唯一的租戶。大堂是在2004年關閉，為了北客運大樓的工程。但出入境和海關設施仍然使用，直至大堂A在2007年關閉。

#### 大堂C
在大堂關閉前，大堂C有一個巴士站和3個閘口：C5、 C7、 C9
大堂C是在1959年落成，初稱大堂6。處理東方航空的航班。在60年代，大堂C擴張，在第二層增加空調器材。從此之後，並沒有大的工程進行。在70年代由以數字為名稱的大堂改為以英文為名稱的大堂，大堂C包含閘口C1至C10。在80年代，大堂B的國際抵達大堂啟用，啟以C1便可以處理國際航班。
當東方航空公司在1991年倒閉，大堂是用來處理非洲和拉丁美洲的航空公司。大部分航空公司想在大堂B落客後，牽引到大堂C上客。在90年代尾，美國的航空公司的行李分揀裝置在大堂C和D建造中，所以封閉了所有在大堂西側閘口，閘口C1也關閉了。在00年代，大堂只有4個國內閘口，而個閘口只可容納小至中型飛機，由波音737至空中巴士A300，而所有閘口都是處理美國航空航班。
大堂是在2009年9月1日關閉，為了北客運大樓的工程，並且拆卸大堂。在拆卸後，便可再建造一些新的閘口。

## 航空公司及目的地

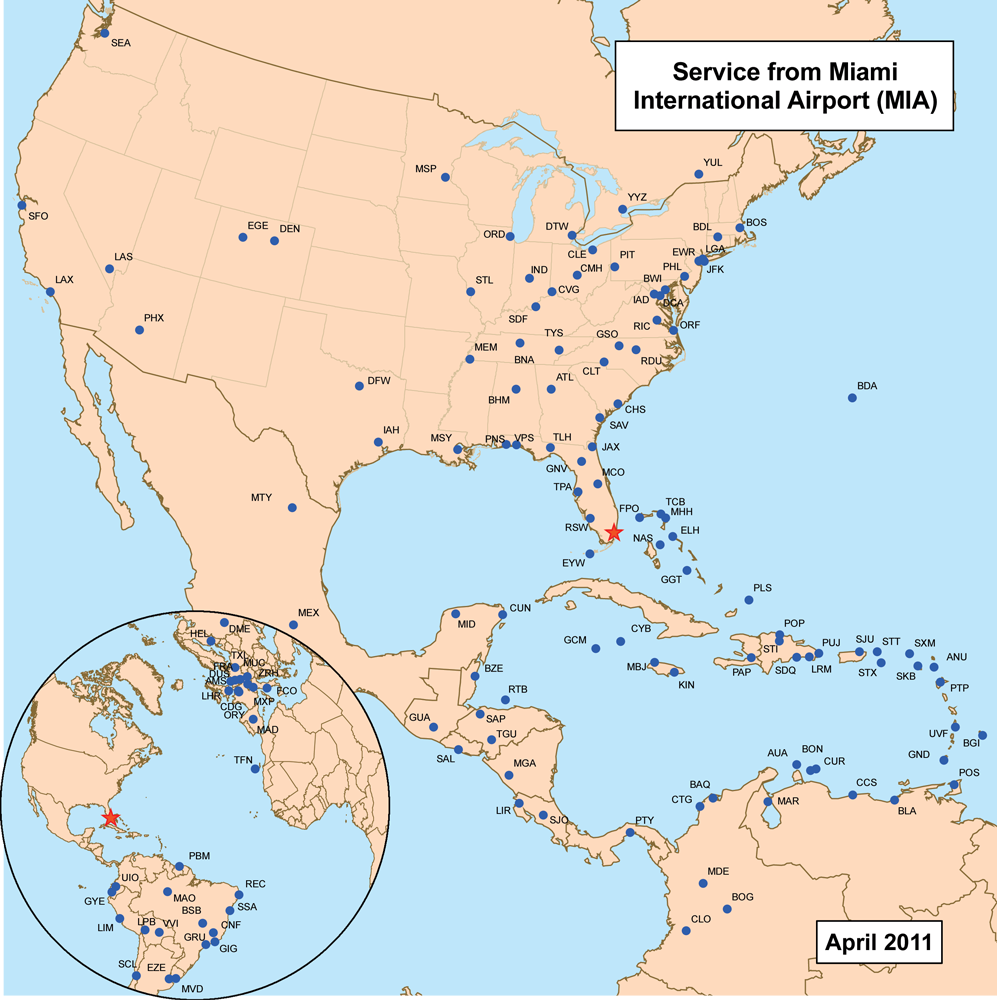
從邁阿密的直飛航班目的地

### 客運
所有往古巴的班航都為定期特別權力包機
| 航空公司             | 目的地 | 大堂 |
| -------------------- | --- | ---- |
| 美國航空             | 國內線： 安提瓜，阿魯巴，亞特蘭大，巴爾的摩，波士頓，夏洛特，芝加哥-奧黑爾，達拉斯/沃斯堡，丹佛，底特律，哈特福，休斯頓-州際，拉斯維加斯，利比里亞，洛杉磯，里奧內格羅，新奧爾良，紐約-甘迺迪，紐約-拉瓜迪亞，紐瓦克，奧蘭多、費城，鳳凰城，羅利/德罕，聖塔克拉拉，聖克洛伊島，聖路易斯，聖托馬斯島，聖安東尼奧，聖地亞哥(加州)，舊金山，聖胡安，西雅圖/塔克馬，坦帕，土爾沙，華盛頓-杜勒斯，華盛頓-國家 國際線： 多倫多-皮爾遜、蒙特婁、墨西哥城、坎昆、科蘇梅爾島、巴拿馬城、德古西加巴、汕埠、聖薩爾瓦多、羅阿坦島、波哥大、巴蘭幾亞、卡塔赫納、卡利、佩雷拉、貝里斯市、聖荷西、奧爾金、巴拉德羅、金斯敦、蒙特哥貝、巴貝多、聖薩爾瓦多、太子港、海地角、聖地亞哥、聖多明哥、普拉塔港、蓬塔卡納、瓜德羅普島、聖喬治、西班牙港、波奈島、庫拉索、馬丁尼克、大開曼、聖馬丁島、聖露西亞、聖基茨島、普羅維登西亞萊斯島、巴西利亞、里約熱內盧/加利昂、聖保羅/瓜魯柳斯、瑪瑙斯、卡拉卡斯、馬拉開波、喬治敦、馬拿瓜、瓜地馬拉城、基多、瓜亞基爾、利馬、蒙特維多、聖克魯斯、聖地亞哥、布宜諾斯艾利斯-埃塞薩、科爾多巴、百慕達、巴塞隆納、馬德里、倫敦-希斯羅、米蘭-馬爾彭薩、巴黎-戴高樂 季節性： 鷹韋爾、鹽湖城 包機： 聖地亞哥-德古巴 | D，E |
| 美鹰航空             | 亞特蘭大，伯明翰 （亞拉巴馬州），查爾斯頓，夏洛特，辛辛那提/北肯塔基，克里夫蘭，哥倫布，麥爾茲堡，喬治城，格林斯伯勒，印第安納波利斯，諾克斯維爾，傑克遜維爾，羅馬納，路易維爾，孟菲斯，納許維爾，拿騷，諾福克，彭薩科拉，匹茲堡，列治文，薩凡納，塔拉哈西 | D，E |
| 達美航空             | 亞特蘭大，辛辛那提/北肯塔基，底特律，倫敦-希斯路，洛杉磯，孟菲斯，明尼阿波利斯/聖保羅，紐約-JFK，華盛頓-國家 | H    |
| 達美連接航空         | |      |
| 聯合航空             | 丹佛 季節性: 芝加哥-奧黑爾，華盛頓-杜勒斯 ，休斯頓-州際，紐瓦克 季節性: 克利夫蘭 | G    |
| 聯航快運             | |      |
| 邊疆航空             | |      |
| 太陽城航空           | |      |
| 精選航空             | |      |
| 迅速航空             | |      |
| Xtra航空             | |      |
| 加拿大胭脂航空       | 多倫多-皮爾遜、蒙特婁 | J    |
| 加拿大北航空         | |      |
| 西捷航空             | 季節性:多倫多-皮爾遜 | F    |
| 第一航空             | 季節性包機: |      |
| 墨西哥國際航空       | 坎昆，墨西哥城 | F    |
| 英特捷特航空         | 墨西哥城 |      |
| 沃拉里斯航空         | 瓜達拉哈拉、墨西哥城 |      |
| 哥倫比亞航空         | 巴蘭基亞，波哥大，卡利，卡塔赫納，麥德林，佩雷拉 | J    |
| 哥倫比亞南美航空     | 波哥大 |      |
| 哥倫比亞愉快航空     | 里奧內格羅 |      |
| 薩爾瓦多哥倫比亞航空 | |      |
| 巴拿馬航空           | 巴拿馬城 | H    |
| 巴哈馬航空           | 拿騷 | G    |
| 日出航空             | 太子港 | TBD  |
| 多米尼加泛美航空     | 聖多明各（暫停） | TBD  |
| 加勒比航空           | 喬治敦，西班牙港 | J    |
| 阿根廷航空           | 布宜諾斯艾利斯-埃塞薩 | J    |
| LATAM阿根廷          | 布宜諾斯艾利斯-埃塞薩，蓬塔卡納 | J    |
| LATAM智利            | 波哥大，卡拉卡斯，瓜亞基爾，蓬塔卡納，聖地亞哥 （智利） | J    |
| LATAM秘魯            | 利馬 | J    |
| 秘魯哥倫比亞航空     | 利馬 |      |
| LATAM巴西            | |      |
| 高爾航空             | |      |
| 巴西哥倫比亞航空     | 聖保羅/瓜魯柳斯 |      |
| 蘇里南航空           | 阿魯巴，巴拉馬利波 | F    |
| 玻利維亞航空         | |      |
| Avior航空            | |      |
| 埃斯特拉拉丁美洲航空 | |      |
| 萊索托航空公司       | 卡拉卡斯 |      |
| 開曼航空             | 大開曼，開曼布拉克 | F    |
| 英國航空             | 倫敦-希斯羅 | F    |
| 維珍航空             | 倫敦-希斯羅 | F    |
| 西班牙國家航空       | 馬德里 | F    |
| 歐羅巴航空           | 馬德里 季節性: 特內里費島-北 | F    |
| 瓦莫斯航空           | 季節性包機: 馬德里 |      |
| 法國航空             | 巴黎-戴高樂、聖馬丁島、瓜德羅普島、太子港 | H    |
| 法國特大航空         | 季節性：巴黎-戴高樂 |      |
| 義大利航空           | 羅馬-菲烏米奇諾 | H    |
| 新義大利航空         | 米蘭-馬爾彭薩 |      |
| 比利時途易飛航空     | 布魯塞爾 |      |
| 荷蘭皇家航空         | 季節性：阿姆斯特丹 | H    |
| 荷蘭途易飛航空       | 阿姆斯特丹 |      |
| 漢莎航空             | 法蘭克福 季節性: 杜塞爾多夫 | J    |
| 歐洲之翼航空         | 杜塞道夫 |      |
| 瑞士國際航空         | 蘇黎世 | J    |
| TAP葡萄牙航空        | 里斯本 | J    |
| 愛爾蘭航空           | 都柏林 |      |
| 北歐航空             | 哥本哈根、奧斯陸 |      |
| 芬蘭航空             | 季節性：赫爾辛基 |      |
| 俄羅斯航空           | 莫斯科-謝列梅捷沃 |      |
| 土耳其航空           | 伊斯坦堡-阿塔圖克 |      |
| 以色列航空           | 特拉維夫 |      |
| 卡達航空             | 多哈 |      |

### 貨運
機場的貨運站是全美國最大之一。在2008年，機場的國際貨運量是全美國第一及總貨運是全美國第三。在2000年，智利國家貨運航空在此建立基地和有一個大型貨物設施。UPS航空和聯邦快遞的基地是在拉丁美洲的機場，但均有航班前往邁亞密國際機場。
| 航空公司             | 目的地 |
| -------------------- | --- |
| 聯邦快遞             | 孟菲斯，基多，聖胡安，瓦倫西亞（委內瑞拉） |
| UPS航空              | 波哥大，格林維爾/斯巴達，危地馬拉城，瓜亞基爾，傑克遜維爾，利馬，路易斯維爾，馬那瓜，費城，基多，聖荷西（哥斯達黎加），聖佩德羅蘇拉，聖多明哥，坎皮納斯，西棕櫚灘              |
| 亞特拉斯航空         | |
| 亞馬遜航空           | 費城、辛辛那提 |
| 亞美捷國際航空       | 阿魯巴，伯利茲市，坎皮納斯，庫里蒂巴，利馬，馬瑙斯，馬拉開波，梅里達，帕拉馬里博，西班牙港，薩爾瓦多，聖胡安，聖佩德羅蘇拉，聖薩爾瓦多，聖地牙哥（多明尼加），聖多明哥，聖馬丁 |
| 百夫長貨運航空       | |
| IBC航空              | 弗里波特，大開曼，哈瓦那，金斯頓，馬什港，蒙特哥灣，拿騷，太子港，普羅維登夏                                                                                                   |
| 亞美星捷包機航空     | |
| 合同貨運航空         | |
| Martinaire           | |
| 山岳貨運航空         | |
| 天空租賃貨運         | |
| 天空道企業           | |
| KF貨運               | |
| 墨西哥南美貨運航空   | |
| 郵政貨運航空         | |
| 哥倫比亞貨運航空     | |
| 哥倫比亞南美貨運航空 | |
| 運輸貨運             | |
| 巴西南美貨運航空     | |
| 智利南美貨運航空     | 阿姆斯特丹，布宜諾斯艾利斯-埃塞薩，坎皮納斯，加拉加斯，庫里蒂巴，危地馬拉城，瓜亞基爾，利馬，馬瑙斯，蒙得維的亞，阿雷格里港，基多，聖荷西（哥斯達黎加），聖米格爾（圖庫曼）    |
| 玻利維亞運輸航空     | 聖塔克盧斯 |
| 盧森堡國際貨運航空   | 洛杉磯，盧森堡 |
| DHL                  | 辛辛那提/北肯塔基，托萊多、巴拿馬城，基多，聖荷西（哥斯達黎加） |
| 馬丁航空             | 阿姆斯特丹，波哥大，布宜諾斯艾利斯-埃塞薩，坎皮納斯，瓜亞基爾，利馬，基多，聖地牙哥（智利）                                                                                    |
| 韓亞航空貨運         | 紐約-甘迺迪、首爾-仁川 |
| 大韓航空貨運         | 坎皮納斯，利馬，洛杉磯，首爾-仁川 |
| 中華航空貨運         | 安克拉治、紐約-紐華克、休士頓-洲際、舊金山、西雅圖/塔科馬、台北-桃園 |
| 國泰航空貨運         | 安克拉治、休斯頓-州際、香港 |
| 阿提哈德航空貨運     | 阿布達比 |
| 卡達航空貨運         | |
| 土耳其航空貨運       | |

## 數據
| 排名 | 城市及機場    | 12個月的客量 | 航空公司               |
| ---- | ------------- | ------------ | ---------------------- |
| 1    | 亞特蘭大      | 718,000      | 美國航空、達美航空     |
| 2    | 芝加哥        | 590,000      | 美國航空、聯合航空     |
| 3    | 紐約-甘迺迪   | 561,000      | 美國航空、達美航空     |
| 4    | 達拉斯/沃斯堡 | 555,000      | 美國航空               |
| 5    | 紐約-拉瓜地亞 | 550,000      | 美國航空               |
| 6    | 洛杉磯        | 438,000      | 美國航空               |
| 7    | 聖胡安        | 424,000      | 美國航空               |
| 8    | 奧蘭多        | 421,000      | 美國航空、達美航空     |
| 9    | 華盛頓-國家   | 409,000      | 美國航空、達美航空     |
| 10   | 紐華克        | 376,000      | 美國航空、美國大陸航空 |

## 地面運輸

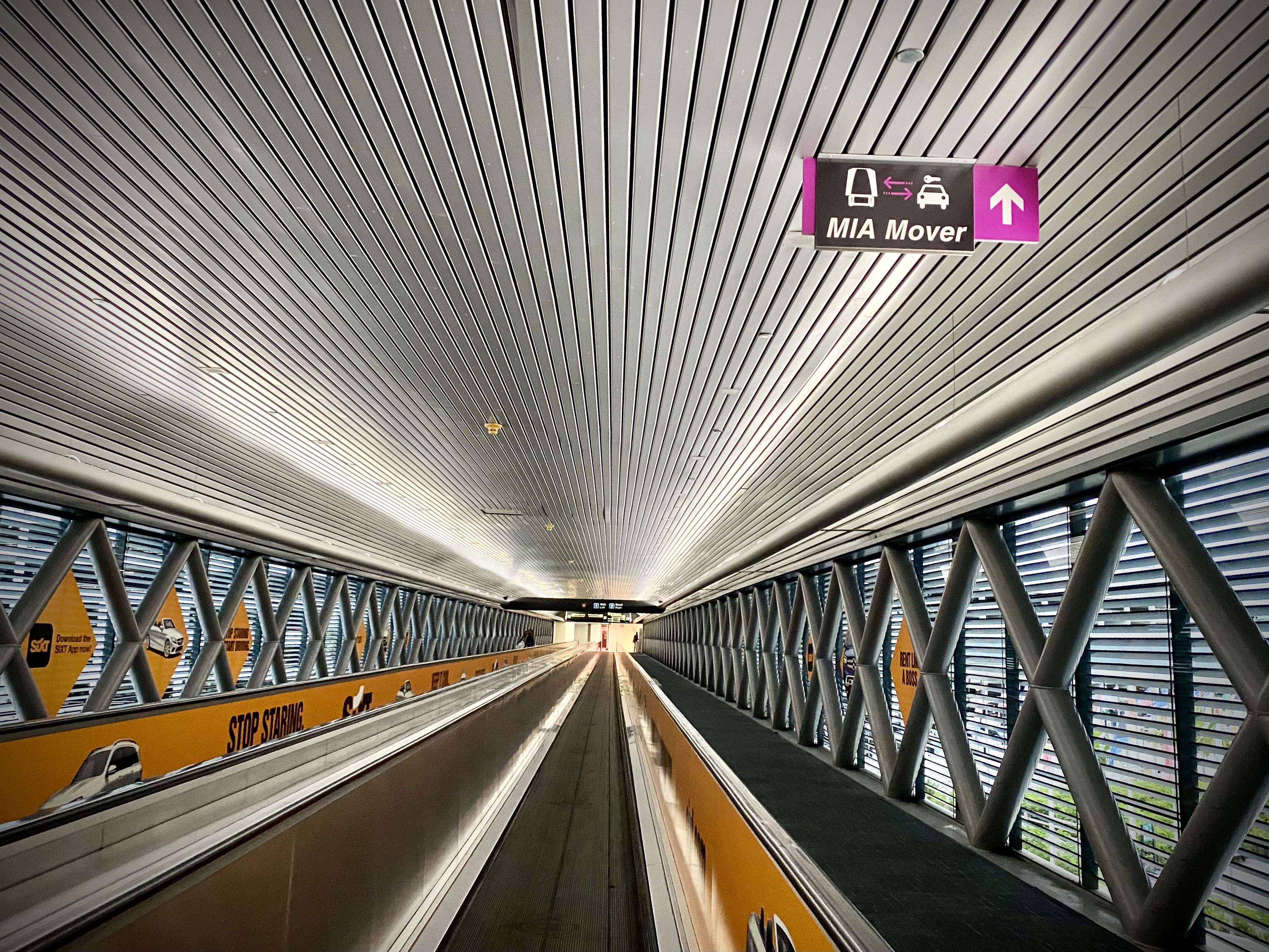
航站楼联络MIA Mover步道

邁阿密聯運中心是邁阿密國際機場的地面運輸中心。2011年九月，部份邁亞密多式聯運中心連同機場旅客自動输送系统MIA Mover正式落成，取代了機場內的汽車租賃櫃檯及巴士總站提供汽車租賃及巴士換乘的服務。2012年七月，聯運中心的Metrorail橘線部份落成啟用，使Metrorail開通了一個機場捷運系統來往市中心。預計2013年底聯運中心會全面落成，落成後的聯運中心將會是一個結合公共巴士(Metrobus)、捷運(Metrorail)、區域鐵路(Tri-Rail)、城際巴士、灰狗巴士、美國國鐵、計程車招呼、汽車租賃等的巨型機場地面運輸中心。
邁亞密多式聯運中心落成後，原本機場內的汽車租賃櫃檯及巴士總站也停止運作，但接駁Tri-Rail的接駁巴士則繼續由機場客運大樓為終點站，直到多式聯運中心全面落成後才正式停止機場內的巴士服務。

### 地铁和巴士
迈阿密地铁橙线（Metrorail Orange Line）设有Miami International Airport站。車站位於多式聯運中心內，可以經由MIA Mover（自动旅客捷运）免費接駁至機場內。从迈阿密机场地铁站坐地铁到迈阿密市中心的Historic Overtown/Lyric Theatre站（Miami Central火车站旁）仅需八分钟，到University站（迈阿密大学）约半小时。地鐵站的正下方則是Metrobus巴士的巴士總站，總站內經過的多條巴士路線可以直通南邁阿密、邁阿密海灘、市中心、海厄利亞等多個地區。

### 三县铁路來往布勞沃德堡和棕櫚灘
三县铁路（Tri-Rail）是服務南佛州的區域鐵路系統，連接機場至Metrorail、北邁阿密、勞德代爾堡、和西棕櫚灘。現時邁阿密國際機場站正在重建中，預計2013年第四季會完工併入邁亞密多式聯運中心內。邁阿密國際機場站的轉運功能則暫時由海厄利亞市場站(Hialeah Market)及捷運換乘站(Metrorail Transfer)替代之，並由邁阿密-戴德運輸提供133接駁巴士線往來兩站及機場客運大樓。

## 意外和事故
- 在1951年4月25日古巴航空493號班機，是一架道格拉斯DC-4，由邁阿密飛往古巴哈瓦那。在飛行途中與美國海軍比奇克拉夫特比奇型號18在基韋斯特相撞。兩機共43人死亡。
- 在1957年2月1日，東北航空823號班機，飛機以邁亞密為目的地，但在紐約拉瓜地亞機場起飛時墜毀。
- 在1959年10月2日，一架古巴航空的維克斯子爵型飛機被騎劫，班機是由古巴哈瓦那飛往古巴聖地亞哥·德·古巴。但飛機最終在邁亞密國際機場降落[25]。
- 在1960年1月6日，國家航空2511號班機，是一架道格拉斯DC-6B，由紐約飛往邁阿密，在北卡羅萊納州的玻利維亞墜毀，事故由於一個炸彈被事先安置在飛機內，然後在空中爆炸。全機34人罹難。
- 在1960年4月12日，古巴航空維克斯子爵型飛機載著三名機員和一名乘客，聲稱要求庇護，降落在邁亞密國際機場[26]。
- 在1963年2月12日，東方西北航空705號班機在佛羅里達大沼澤地墜毀，原本的航線為由邁亞密前往奧勒岡州波特蘭 (奧勒岡州)經芝加哥-奧黑蘭、斯波坎和西雅圖。
- 在1969年7月23日，一架多米尼加航空的道格拉斯DC-4，目的地是聖多明哥，但途中要折返邁亞密國際機場，因為引擎著火。最後在36街墜毀，5死7傷[27]
- 在1972年12月29日，東方航空401號班機，是一架洛歇L-1011型飛機，在佛羅里達大沼澤地墜毀，原本的航線為由紐約約翰·菲茨傑拉德·甘迺迪國際機場前往邁亞密（事件已拍成一套荷里活電影，名叫The Ghost Of Flight 401）。
- 在1977年1月15日，一架陽光航空道格拉斯DC-3（機身編號：N73KW）在起飛後不久墜毀，這是一班國內定期航班前往基韋斯特國際機場。所有人（33人）都倖存[28]
- 在1982年1月13日，为一架波音737的佛罗里达航空90号班机在华盛顿起飞后不久便失速并在波多马克河坠毁。机上79人中，74人遇难。飞机的航线是从华盛顿雷根国家机场到迈阿密国际机场。
- 在1985年1月1日，東方航空980號班機是一架波音727型客機，在玻利維亞山區墜毀。航班原本是由亞松森經拉巴斯和瓜亞基爾往邁亞密。
- 在1995年12月20日，美國航空965號班機是一架波音757在山區墜毀。航班原本是由邁亞密前往卡利。
- 在1996年5月11日，瓦盧傑航空592號班機是一架道格拉斯DC-9在佛羅里達大沼澤地墜毀。航班原本是由邁亞密飛往亞特蘭大。
- 在1996年10月2日，秘魯航空603號班機在秘魯利馬起飛後墜毀，航班原本是由邁亞密飛往智利聖地牙哥。
- 在1997年8月7日，良好航空101號班機是一架道格拉斯DC-8貨機，在西北72大道墜毀，與機場距離只有少於一英里（1.6公里）。
- 在1998年2月2月，兩架斯凱韋企業肖特330-200型機場（機身編號分別為N2630A和N2629Y）在一場龍捲風後，因無法維修而撇銷，沒有人死傷[29]。
- 在2001年12月22日，美國航空63號班機的航線是由巴黎前往邁阿密，在大西洋上空爆炸，這是一次使用鞋子來引發炸彈的恐怖襲擊。
- 在2005年12月7日，發生了美國航空924號班機。
- 在2005年12月19日，卓克斯海洋航空101号班机在佛罗里达州迈阿密起飞数秒后飞机的右边机翼因金属疲劳而断裂令飞机在海中坠毁，20人罹难。
- 在2006年8月31日，全美航空431號班機是在夏洛特/道格拉斯國際機場的跑道內著火。所有乘客和機員都及時離開飛機，沒有人受傷。這場火是在左面輪胎在降落時發生輪胎爆炸，除後由消防隊員救火。乘客表示在飛機降落時有很猛烈的搖動[30]。
- 2022年6月21日，一架由麦道-82执飞的雷德航空203号班机在降落时起落架坍塌并冲出跑道，但是全员生还，且只有些许乘客遭遇轻伤。

- 在2008年11月28日，機場的旅客捷運系統越過在大堂E的車站，並在路軌盡頭撞毀，五人受傷[31]。邁亞密國際機場的旅客捷運系統是一架Adtranz C-100，在70年代尾啟用。雖然預定在2004年退役，但是因為北客運大樓工程在進行中，所有唯有繼續服務，在2007年，龐巴迪運輸表示對於系統的安全性引起關注。在2008年1月，約翰遜控制公司承包了系統的維修工程[32]。南面的列車在事故中無法操作，來往衛星和大堂只可依賴北面的列車。過度的停機時間和保養不善，導致事故發生，航空部門聯絡約翰遜控制公司再檢查系統於2009年12月1日。

## 軍事用途
陸軍航空部隊在30年代使用機場，編了第21偵察編隊在機場內，用來偵察天氣和巡邏。
當第二次世界大戰的珍珠港事件後，機場轉變為反潛巡邏基地，陸軍航空部隊反潛司令部（AAFAC）的第26隊反潛翼作此為總部於1942年11月20日至1943年10月15日。陸軍航空部隊反潛司令部指令反潛巡邏行動，利用綜合B-24救星和道格拉斯B-18轟炸機型飛機來尋找德國的U-潛艇，當然兩類飛機都採用了雷達系統。
在戰後，邁亞密國際機場成為美國空軍的許多單位的貨物和運兵車的基地，主要都是第435隊航空地面行動部，基地在1949年7月運行至1951年12月，又在1952年12月運行至1958年12月。

## 備註
1. 1 2 3 4  MIA的美国联邦航空局机场记录 (PDF)，2007-10-25生效
2. ↑  .   [2011-06-08]. （原始内容存档于2021-07-30）.
3. ↑  .   [2011-06-08]. （原始内容存档于2011-07-25）.
4. ↑  .   [2011-06-08]. （原始内容存档于2012-04-29）.
5. ↑  anna.aero. . anna.aero 航空公司新聞和分折. 2010年4月27日  [2011年6月8日]. （原始内容存档于2010年5月2日）.
6. ↑   (PDF).   [2012-07-07]. （原始内容 (PDF)存档于2012-05-14）.
7. ↑  Vasquez, Michael. . 邁阿密: 邁阿密先驅報. 2010年1月10日: 37–39. （原始内容存档于2020年5月17日）.
8. 1 2 3 4  Petzinger, Thomas. . Random House. 1996. ISBN 978-0-307-77449-1.
9. ↑  Bernstein, Aaron. Grounded: Frank Lorenzo and the Destruction of Eastern Airlines. Beard Books, 1999. p. 22. 22。2009年8月28日參考
10. ↑  . 2004年1月23日  [2011年6月9日]. （原始内容存档于2012年10月26日）.
11. ↑  . 邁阿密-戴德消防救援部門. 邁阿密-戴德地區.   [2006年8月30日]. （原始内容存档于2005年3月8日）.
12. ↑  . 邁阿密-戴德消防救援部門. 邁阿密-戴德地區.   [2006年8月30日]. （原始内容存档于2006年6月20日）.
13. ↑   （页面存档备份，存于） 在哪裡泊車
14. 1 2 3 4 5 6 7 8 9   （页面存档备份，存于） 機場客運大樓閘口
15. ↑  邁亞密國際機場—北客運大樓的發展 的存檔，存档日期2012-08-25.
16. ↑   (PDF).   [2012-07-07]. （原始内容 (PDF)存档于2012-02-24）. 北客運大樓發展工程進度表
17. ↑   (PDF).   [2014-01-05]. （原始内容 (PDF)存档于2014-01-06）.北大堂發展計劃的情況書t
18. ↑   (PDF).   [2012-07-07]. （原始内容 (PDF)存档于2012-03-09）. 邁阿密機場支線通勤設施新聞公報
19. ↑  .   [2011-06-10]. （原始内容存档于2011-06-13）.
20. ↑   （页面存档备份，存于）邁亞密國際機場Skytrain
21. ↑  .   [2011-06-10]. （原始内容存档于2020-09-30）.
22. ↑  http://www.miamiherald.com/103/story/50030.html%5B%5D
23. ↑  國際機場委員會 的存檔，存档日期2008-06-22.
24. ↑  .   [2011-06-10]. （原始内容存档于2008-10-12）.
25. ↑  . 航空安全網絡.   [2009年9月8日]. （原始内容存档于2012年10月25日）.
26. ↑  . 航空安全網絡.   [2009年9月8日]. （原始内容存档于2012年10月25日）.
27. ↑  .   [2011-06-11]. （原始内容存档于2018-12-15）.
28. ↑  . 航空安全網絡.   [2010年8月4日]. （原始内容存档于2012年11月2日）.
29. ↑  航空安全網絡 （页面存档备份，存于），2006年11月26日參考。
30. ↑  "CNN的報道 （页面存档备份，存于）"，美國有線新聞
31. ↑  [永久]
32. ↑   (PDF).   [2011-06-11]. （原始内容 (PDF)存档于2011-06-11）.

## 外部連結
- （英文）邁阿密國際機場官方網站 （页面存档备份，存于）
- 邁亞密國際機場PDF（501 KB）宣傳冊由CFASPP （2007年12月）
- openNav: MIA / KMIA統計表 （页面存档备份，存于）

- 25°47′36″N 80°17′26″W / 25.7933°N 80.2906°W
- FAA机场平面图 (PDF)（自2025-06-12起）
- 关于此机场的资源：
  - AirNav KMIA机场信息
  - ASN MIA机场事故历史
  - FlightAware 机场信息及实时航班追踪
  - NOAA/NWS 最新及前三天的气象观测信息
  - SkyVector KMIA机场航图
  - FAA 当前MIA机场航班延误情况